# ماري جوي بارون
ماري جوي بارون (10 ديسمبر 1995 - ) هي لاعبة كرة طائرة الفلبين.

## وصلات خارجية
- ماري جوي بارون على موقع عالم الكرة الطائرة (الإنجليزية)